# Hiijärvi (sjö i Finland)
Hiijärvi är en sjö i Finland. Den ligger i kommunen Luumäki i landskapet Södra Karelen, i den södra delen av landet, 160 km nordost om huvudstaden Helsingfors. Hiijärvi ligger 76,5 meter över havet. Arean är 3,75 kvadratkilometer och strandlinjen är 20,83 kilometer lång. Sjön  ingår i Kymmene älvs huvudavrinningsområde.   Den ligger vid sjön Tuohtiainen. I omgivningarna runt Hiijärvi växer i huvudsak blandskog. Den sträcker sig 3,1 kilometer i nord-sydlig riktning, och 2,5 kilometer i öst-västlig riktning.
I övrigt finns följande i Hiijärvi:
- Harjusaari (en ö)
- Villensaari (en ö)
- Kuhilonsaari (en ö)
- Antinsaari (en ö)